# Tanytarsus marauia
Tanytarsus marauia är en tvåvingeart som beskrevs av Sanseverino, Wiedenbrug och Ernst Josef Fittkau 2003. Tanytarsus marauia ingår i släktet Tanytarsus och familjen fjädermyggor. Inga underarter finns listade i Catalogue of Life.